# Emboscada de al-Otaiba
La Emboscada de al-Otaiba fue una operación militar exitosa llevada a cabo por el Ejército Sirio en al-Otaiba el 26 de febrero de 2014 contra la milicia islamista del Frente al-Nusra, durante la Guerra Civil Siria.

## Emboscada

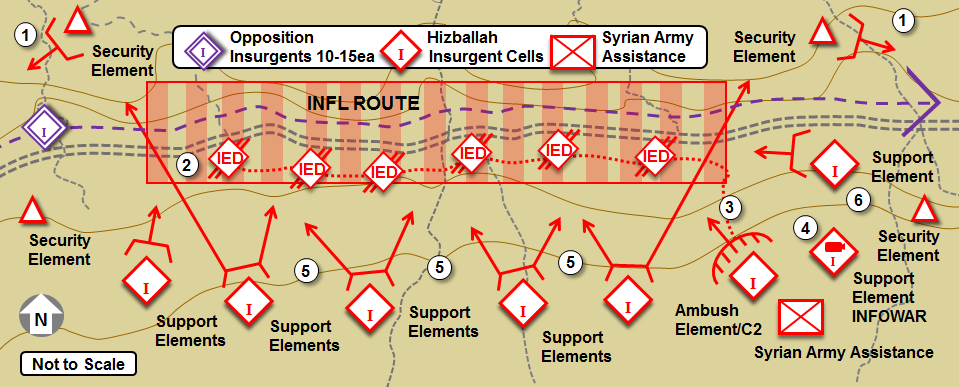
Mapa de la ofensiva en Damasco, 2014.

La operación del Ejército Sirio comenzó dos semanas atrás, cuando el Directorio de Inteligencia Militar interceptó unas comunicaciones entre miembros del Frente al-Nusra en Jordania y en las Montañas de Qalamun. El comandante del Frente al-Nusra, Abu Muhammad Al-Joulani, planeó que un contingente de unos 250 hombres viajara desde las montañas de Qalamun a la ciudad jordana de Al-Mafraq. El plan era viajar durante la noche para evitar tanto el ser vistos por los combatientes enemigos como también la congestión de las rutas. Tras interceptar esta correspondencia, el Ejército Árabe Sirio empezó a fortificar el área y plantar minas a lo largo del perímetro del pueblo y del Lago de Al-Otaiba.
A las 00:00 del 26 de febrero de 2014, los terroristas del Frente al-Nusra y Jaish al-Islam empezaron a moverse hacia la frontera jordana. Desconociendo la trampa, el convoy de vehículos se detuvo antes de entrar en Guta Oriental. Esto se debió a las órdenes de Al-Joulani, quien exigió a los hombres moverse a pie para evitar ser descubiertos.
A las 02:45 de la madrugada, los insurgentes llegaron a Al-Otaiba. Todo lo que quedaba entre ellos y Jordania era una zona desolada. Sin saber que habían entrado en un campo minado, los terroristas aceleraron el ritmo hacia la frontera. Entonces, las minas comenzaron a explotar, creando un gran caos entre los insurgentes. Estos intentaron huir, pero la oscuridad les impidió evadir las minas. Una vez que la situación se calmó, el Ejército empleó morteros para matar a los restantes. se reportó que la mayoría de estos eran de origen saudí, catarí y checheno.
Según la oposición, el ataque estuvo liderado por el grupo chií libanés Hezbolá.

## Medios de comunicación
Un vídeo revela una grabación de la detonación de las minas, que se llevó a cabo en dos oleadas. La primera fue la que causó buena parte de las bajas.
La televisora libanesa de Hezbolá Al-Manar, informó que los combatientes estaban intentando salir de Guta Oriental para unirse a las batallas en el pueblo de Deraa y en Qalamun. Jaish al-Islam aseguró que los muertos eran civiles intentando escapar de un asedio, y que ellos no habían perdido a ningún combatiente.